# Кравченко Анатолій Іванович (футболіст)
Анатолій Іванович Кравченко (15 травня 1937 , Кірово, Одеська область  — 21 жовтня 1994 , Кіровоград ) — радянський футболіст, який виступав на позиціях півзахисника та захисника. Після завершення кар'єри став тренером

## Біографія
Вихованець кіровоградського футболу. Дебютував у чемпіонаті СРСР у 1958 році у складі місцевої «Зірки». У період з 1958 по 1961 рік провів за команду майже 100 матчів у чемпіонаті, будучи одним із гравців основного складу, чим привернув увагу харківського «Авангарду», який виступав у класі «А» — найвищому рівні в системі ліг радянського футболу того часу. Дебютував у вищій лізі 23 червня 1962 року, вийшовши в стартовому складі у виїзному матчі проти тбіліського «Динамо». Загалом за харків'ян провів 19 матчів у чемпіонаті та один у Кубку СРСР, відзначившись двома голами.
Після закінчення сезону 1962 року повернувся до Кіровограду, де виступав до завершення кар'єри у 1970 році. За цей час став одним із лідерів команди, загалом провівши за зірку понад 350 матчів (четвертий показник в історії клубу). Завершивши виступи працював тренером у «Зірці» та вінницькому «Локомотиві», а пізніше — дитячим тренером у Кіровограді. Також якийсь час був футбольним арбітром.
Помер 21 жовтня 1994 року.

## Пам'ять
Щороку у Кропивницькому влаштовуються футбольні турніри для дитячих команд пам'яті Анатолія Кравченка. Включено до символічної збірної «Зірки», складеної вболівальниками з нагоди 80-річчя клубу. На пам'ятнику на могилі Анатолія Кравченка є напис: «Легенда Кіровоградського футболу».